# Sfera di Ulbricht
La sfera di Ulbricht è una delle apparecchiature più utilizzate per la misura di grandezze fotometriche, soprattutto nei laboratori di ricerca; si tratta di una sfera cava con superficie interna perfettamente diffondente che consente la riflessione totale della luce, che può entrare attraverso una piccola fessura. Le misure vengono effettuate attraverso un fotorivelatore fissato dietro una piccolissima fessura presente sulla superficie della sfera; il rivelatore è schermato con una superficie diffondente al fine di evitare che i raggi luminosi oggetto di misurazione possano incidere direttamente su di essa, falsando così i risultati.
Per come è realizzata la sfera, la fessura attraverso cui passano le radiazioni luminose è a tutti gli effetti un corpo nero, che assorbe totalmente la radiazione incidente, senza rifletterla.
Le dimensioni della sfera sono molto diverse, variano dai centimetri ai metri, a seconda delle grandezze fotometriche da misurare.